# Centre Cívic i Cultural La Sitja
La Sitja és el centre cívic i cultural de Fornells de la Selva. Conté un teatre amb capacitat de 316 butaques, una biblioteca, unes aules de música, una sala d'exposicions i una cuina. És la seu del Jove Orquestra del Gironès.

## Història
L'edifici va construït l'any 1968 per l'aleshores «Ministerio del Agricultura», a la darreria de l'època de la dictadura franquista i formava part de la Xarxa Nacional de Sitges i Graners. Era destinat principalment a emmagatzemar blat tou i ordi. L'obra en aquella època era molt moderna, ja que tot era automàtic i l'esforç humà era mínim. Inicialment, el transports es feia amb carros. La superfície construïda en planta és de 504m² i la seva capacitat màxima era de 3000 tones. Ha estat inactiva, com a centre d'intervenció, des de l'any 1987. La propietat va passar a la Generalitat qui durant uns anys la va llogar a una empresa privada de pinsos. Sota la pressió dels veïns a qui el trànsit de molts camions desplaïa, a principi dels anys 1990 van començar les negociacions amb el consistori que el 1995 va comprar l'edifici.
La reforma va començar el 2006, segons els plans de l'arquitecte Joan Padrosa. El primer director n'és Mateu Ciurana i Xirgu. L'edifici reformat i eixamplat es va inaugurar el 24 de gener de 2010. A la quarta i cinquena planta es conserven el maquinari de la sitja.